# NGC 3326
NGC 3326 este o radiogalaxie situată în constelația Sextantul. A fost descoperită în 22 martie 1865 de către Albert Marth. Se află la o distanță de 117,15 megaparseci de Pământ.